# Bhumi Pednekar
Bhumi Pednekar (Bombay, 18 juli 1989) is een Indiaas actrice die voornamelijk in Hindi films speelt.

## Biografie
Op vijftien jarige leeftijd volgde Pednekar acteerlessen op de filmschool van Subhash Ghai. Ze werd echter vroegtijdig eraf gestuurd wegens gebrek aan inzet. Ze kreeg een baan bij Yash Raj Films als casting assistent, wat zij zes jaar is blijven doen. Ze maakte haar filmdebuut als een te dikke bruid in de romantische komedie Dum Laga Ke Haisha (2015), wat haar de Filmfare Award voor Beste Vrouwelijke Debuut opleverde. Datzelfde jaar verscheen Pednekar in Man's World, de vierdelige serie over genderongelijkheid ging in première op YouTube.
Pednekar werd bekend door koppige vrouwen uit de kleine stad te spelen in de komische drama's Toilet: Ek Prem Katha (2017), Shubh Mangal Saavdhan (2017), Bala (2019), Pati Patni Aur Woh (2019), de actiefilm Sonchiriya (2019) en voor de vertolking van de rol van een van de oudste scherpschutters Chandro Tomar in Saand Ki Aankh (2019).

## Filmografie
| Jaar | Film                                | Rol                               | Opmerking             |
| ---- | ----------------------------------- | --------------------------------- | --------------------- |
| 2015 | Dum Laga Ke Haisha                  | Sandhya Varma                     |                       |
| 2017 | Toilet: Ek Prem Katha               | Jaya Joshi                        |                       |
| 2017 | Shubh Mangal Saavdhan               | Sugandha Joshi                    |                       |
| 2018 | Lust Stories                        | Sudha                             | Zoya Akhtar's verhaal |
| 2019 | Sonchiriya                          | Indumati Tomar                    |                       |
| 2019 | Saand Ki Aankh                      | Chandro Tomar                     |                       |
| 2019 | Bala                                | Latika Trivedi                    |                       |
| 2019 | Pati Patni Aur Woh                  | Vedika Tripathi                   |                       |
| 2020 | Shubh Mangal Zyada Saavdhan         | Devika                            | gastoptreden          |
| 2020 | Bhoot – Part One: The Haunted Ship  | Sapna                             |                       |
| 2020 | Dolly Kitty Aur Woh Chamakte Sitare | Kajal                             |                       |
| 2020 | Durgamati                           | Chanchal Singh Chauhan/ Durgamati |                       |
| 2022 | Badhaai Do                          | Suman Singh                       |                       |
| 2022 | Raksha Bandhan                      | Sapna                             |                       |
| 2022 | Govinda Naam Mera                   | Gauri Waghmare                    |                       |
| 2023 | Bheed                               | Renu Sharma                       |                       |
| 2023 | Afwaah                              | Nivedita Singh                    |                       |
| 2023 | Thank You for Coming                | Kanika Kapoor                     |                       |
| 2023 | The Lady Killer                     | Jansey Burman                     |                       |
| 2024 | Bhakshak                            | Vaishali Singh                    |                       |
| 2024 | Khel Khel Mein                      |                                   | stem van Sandhya      |
| 2025 | Mere Husband Ki Biwi                | Prabhleen Kaur Dhillon            |                       |